# Distrito electoral 1 (Illinois)
El distrito electoral 1 (en inglés: Precinct 1) es un distrito electoral ubicado en el condado de Monroe en el estado estadounidense de Illinois. En el Censo de 2010 tenía una población de 481 habitantes y una densidad poblacional de 777,05 personas por km².

## Geografía
Según la Oficina del Censo de los Estados Unidos, tiene una superficie total de 0.62 km², de la cual 0.62 km² corresponden a tierra firme y (0%) 0 km² es agua.

## Demografía
Según el censo de 2010, había 481 personas residiendo en el distrito electoral 1. La densidad de población era de 777,05 hab./km². De los 481 habitantes, el distrito electoral 1 estaba compuesto por el 97.3% blancos, el 0% eran afroamericanos, el 0% eran amerindios, el 0% eran asiáticos, el 0% eran isleños del Pacífico, el 0.83% eran de otras razas y el 1.87% pertenecían a dos o más razas. Del total de la población el 1.04% eran hispanos o latinos de cualquier raza.